# 叶夫根尼·穆拉文斯基

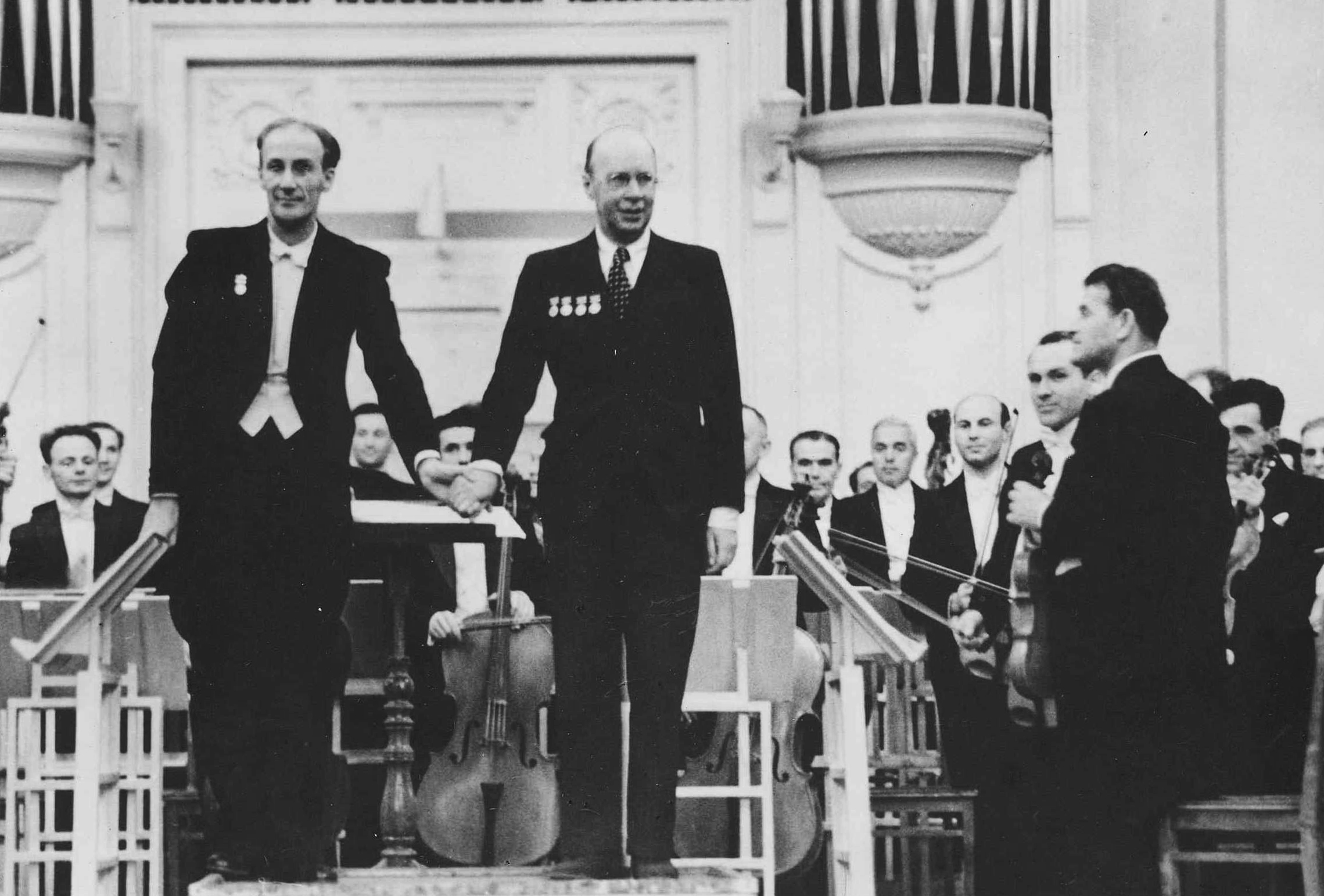
1947年10月11日，穆拉文斯基（左）与普罗科菲耶夫（右）在谢尔盖·普罗科菲耶夫的第六交响曲首演式上

叶夫根尼·亚历山德罗维奇·穆拉文斯基（俄语：Евгений Александрович Мравинский，羅馬化：Yevgeny Aleksandrovich Mravinsky，1903年6月4日—1988年1月19日），前苏联指挥家。

## 生平

### 青年時代
穆拉文斯基出生于列寧格勒，其一生大多数时间都在该地度过，其亦是女高音姆拉维娜的侄兒。15歲時（1918年，其父親亦於當年去世）在馬林斯基劇院後台工作。他先於列寧格勒的一所大學修讀生物學，但後來改轉至列寧格勒音樂學院。畢業後他在芭蕾舞團當解說員達八年之久。

### 指揮年代
他首次作公開指揮是於1929年，1930年代起，他回到馬林斯基劇院的（當時已改名為基洛夫芭蕾舞團）及在莫斯科大劇院擔任指揮。1938年9月，他在莫斯科舉行的全蘇聯指揮家比賽中勝出，隨即被被任命为列宁格勒爱乐乐团（即現在的圣彼得堡爱乐乐团）的首席指揮達50年之久，一直至他過世為止。早於1931年，穆拉文斯基已經初次在列寧格勒交響樂團中擔任指揮。在他的帶領下，樂團得到很明顯的進步，亦引起全球的注意。樂團演奏柴可夫斯基及蕭斯達高維契的作品最為著名。第二次世界大戰期間，他和樂團成員均被撤退至西伯利亞，但後備樂團及列寧格勒電台交響樂團則留在當地，結果經歷了長達872天列寧格勒圍城戰，不少樂手都在這次圍城中餓死或者戰死。
1942年，蕭斯達高維契的《列寧格勒交響曲》在列寧格勒首演，由當時仍留下的的第二指揮（亦是列寧格勒電台交響樂團的指揮）埃里亚斯贝格，率領生還的15名原樂團樂手及其他業餘樂手所組成的樂隊所演奏。

### 出國外訪
第一次是在1946年到訪芬蘭，以及出席捷克的「布拉格之春音樂會」。1956年6月，他和樂團出訪了西德、東德、奧地利和瑞士。1960年9月是他唯一一次出訪英國，參加愛丁堡音樂節及在倫敦皇家節日大廳舉行音樂會。1973年5月他首次出訪日本（其後他再到訪過兩次）。最後一次則在1984年，目的地是西德。

### 逝世
他最後一場指揮的音樂會是1987年3月6日，演奏了舒伯特的《第8號交響曲》（未完成交響曲）和布拉姆斯的《第4號交響曲》。翌年在列寧格逝世，終年84歲。

## 作品

### 首演
穆拉文斯基和蕭斯達高維契的關係曾經非常密切。蕭氏多首交響曲的首演都是由他負責，包括了第5、6、8、9、10及12。其中第8更是作曲家題獻給他的。然而，1962年，蕭氏的《第13號交響曲》因觸及政治敏感題裁，穆拉文斯基拒絕演奏，令到兩人的關係破裂（但後來他亦為《第15號交響曲》在列寧格勒的首演擔任指揮）。
除了蕭斯達高維契外，穆拉文斯基亦於1947年為普羅高菲夫的《第6號交響曲》作首演。

### 商業錄音
自1938年起，一直至1961年，穆拉文斯基已開始灌錄唱片。1961年後則大多以現場錄音形式進行。他最後一張錄音，是1984年4月一場演奏肖斯塔科维奇的《第12號交響曲》現場錄音。

## 獲獎與榮譽
1954年，他获得“苏联人民艺术家”的称号，1963年成为列宁格勒音乐学院教授（后任院长），1973年又获得“社会主义劳动英雄”的称号。

## 評價
現存的錄音可以展現出穆拉文斯基對樂團有超凡的控制技巧，當中以聲量的控制尤為明顯突出。
他亦被指是一個頗為緊張的指揮，對演奏速度經常都會作出調整及轉變，以更能展現樂曲的音樂效果。然而，當他站在台上時，卻給予觀眾非常簡樸的形象：沒有過份的身體動作，指揮動作簡單而非常清楚，而且不常用指揮棒。